# Болтарович Зоряна Євгенівна
Зоряна Євгеніївна Болтарович (3 січня 1935 — 16 липня 1992) — український етнограф, доктор історичних наук, старший науковий співробітник Інституту народознавства НАН України.
Є першою в Україні жінкою, яка здобула науковий ступінь доктора історичних наук за спеціальністю «етнологія» (1992).

## Життєпис

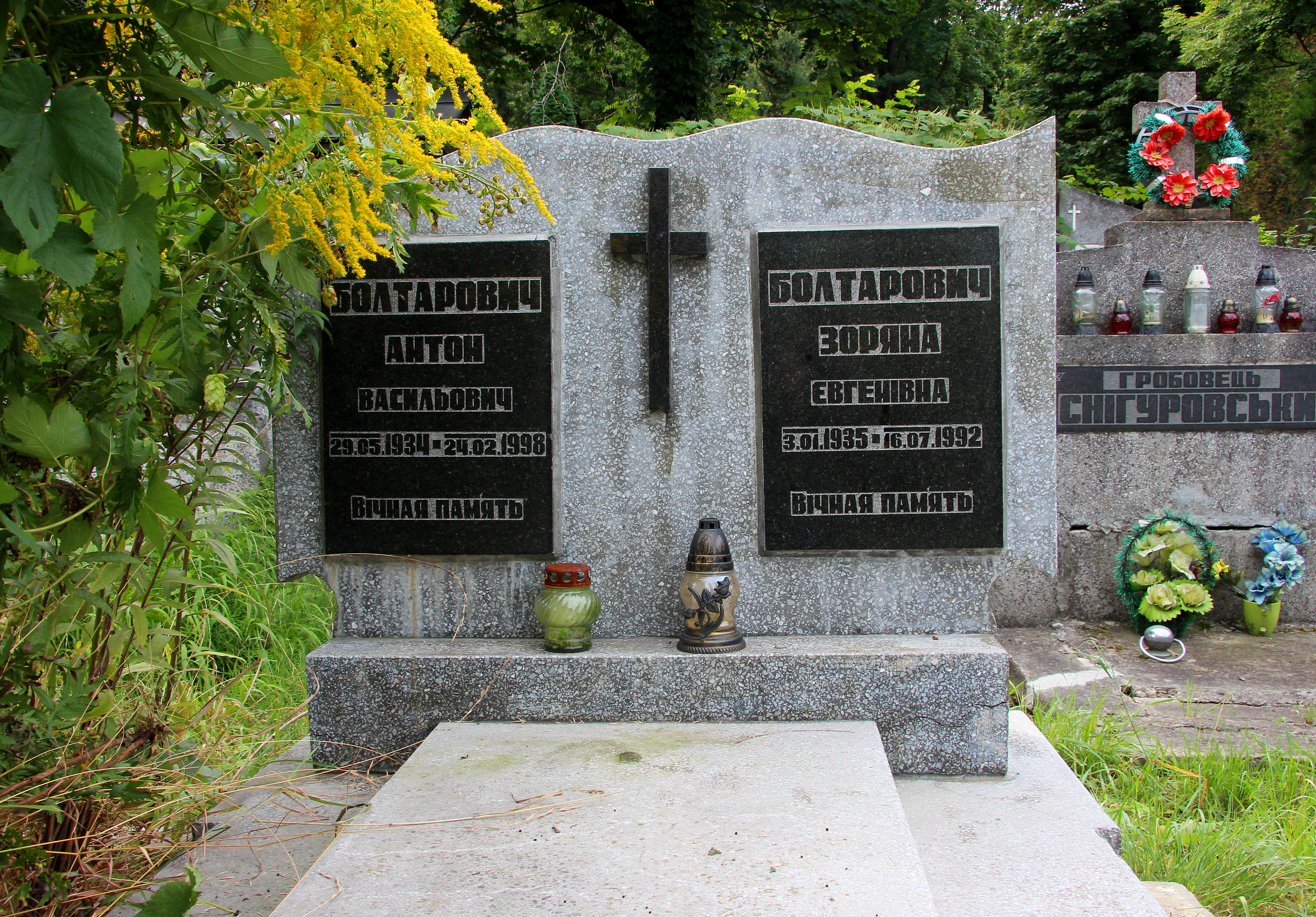
Надгробок над могилою родини Болтарович

Народилась 3 січня 1935 року в селі Задвір'я.
У 1957 році закінчила Львівський університет.
З 1957 по 1962 роки працювала вчителем.
З 1962 року працювала у Державномиу музеї етнографії та художнього промислу (з 1992 року — Інститут народознавства НАН України).
Померла 16 липня 1992 у Львові, похована на 82 полі Личаківського цвинтаря.

## Праці
Її праці містять найбільш повні, на даний час, відомості з питань народного лікування українців:
- Україна в дослідженнях польських етнографів ХІХ ст. «Українці Карпат в польських етнографічних дослідженнях 1 п.19 ст.»,
- «Народне лікування українців Карпат кінця ХІХ — початку ХХ століття» (1980),
- «Народна медицина українців» (1990),
- «Українська народна медицина: історія і практика» (1994),
- «З народної медицини українців Полісся»,
- «Оскар Кольберг і Україна» …

У праці «Народна медицина українців» на основі літературних джерел, архівних даних, а також матеріалів польових досліджень авторки впродовж 1972–1986 зроблено спробу реконструкції народної медицини українців ХІХ — початку ХХ ст., висвітлення її у східнослов'янському контексті. Дослідниця розглянула народну медицину в системі традиційно-побутової культури, вивчила традиційні раціональні засоби лікування, лікувальну магію. З. Болтарович була переконана, що здобутки народної медицини ще не відійшли й не повинні відійти у забуття, оскільки вона акумулювала не тільки ірраціональний, а й раціональний досвід. Народне лікування поєднувало раціональні засоби з магічними діями. На думку З. Болтарович, вивчення народної медицини потребує комплексного підходу, тісної співпраці етнографів зі спеціалістами медико-біологічного циклу наук, оскільки етнографічні матеріали є важливим джерелом для виявлення нових раціональних медикаментозних методів та засобів лікування. Авторка доходить висновку, що більшість способів і методів профілактики недуг, світоглядні уявлення про хвороби та їх причини, погляди на народних лікарів, як і самі засоби лікування, мають загальнослов'янський, а часом і значно ширший контекст.

## Сім'я
Чоловік — Антон Васильович Болтарович (1934-1998)
Син — Євген Антонович Болтарович (1961—2012) — політолог у Львові.